# Hemigrapsus octodentatus
Hemigrapsus octodentatus is een krabbensoort uit de familie van de Varunidae. De wetenschappelijke naam van de soort is voor het eerst geldig gepubliceerd in 1837 door H. Milne Edwards.